# Олеографія
Олеографія (від лат. oleum — олія і грецького —пишу, малюю) — особливий спосіб хромолітографії, який застосовувався наприкінці XIX століття і метою якого було передати, крім кольору, характер поверхні картини, написаної олією, структуру полотна, рельєф мазків пензля. Для цього багатокольорову літографію вкривали лаком і робили рельєфне тиснення. Художня якість олеографії здебільшого була невисокою.